# صيادة (ولاية مستغانم)
صيادة إحدى بلديات دائرة خير الدين التابعة لولاية مستغانم.